# Le Bono

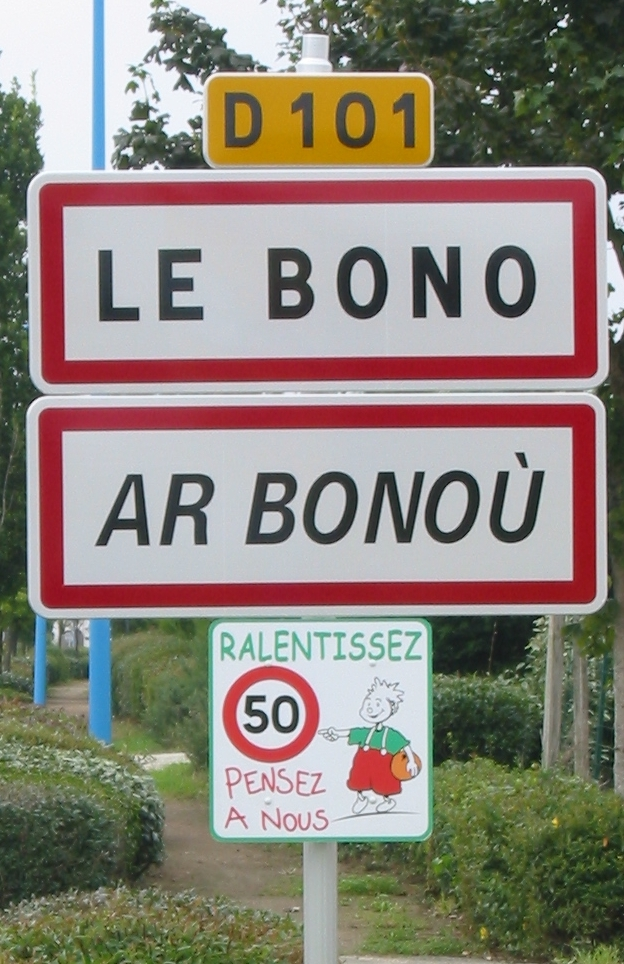
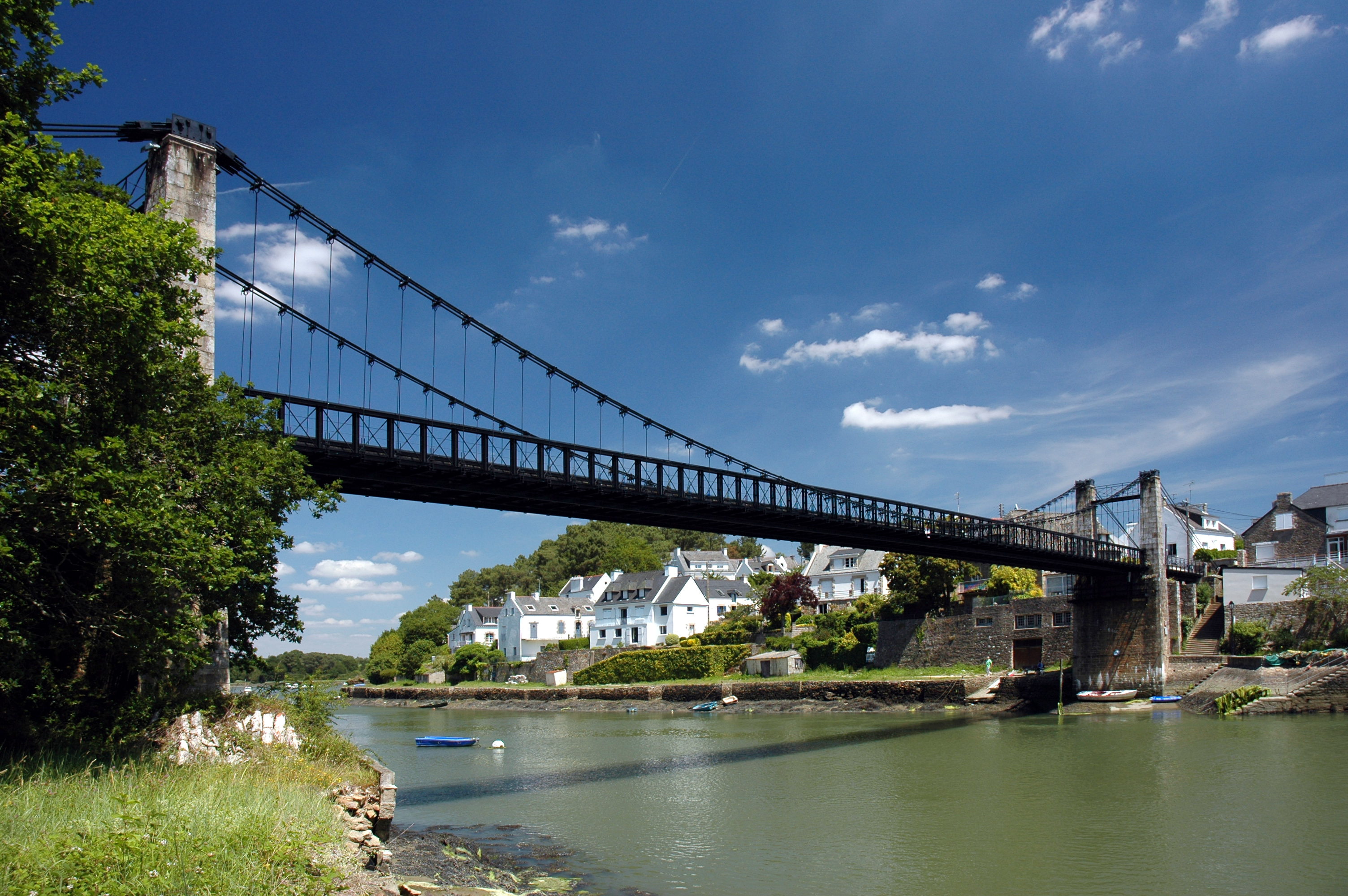
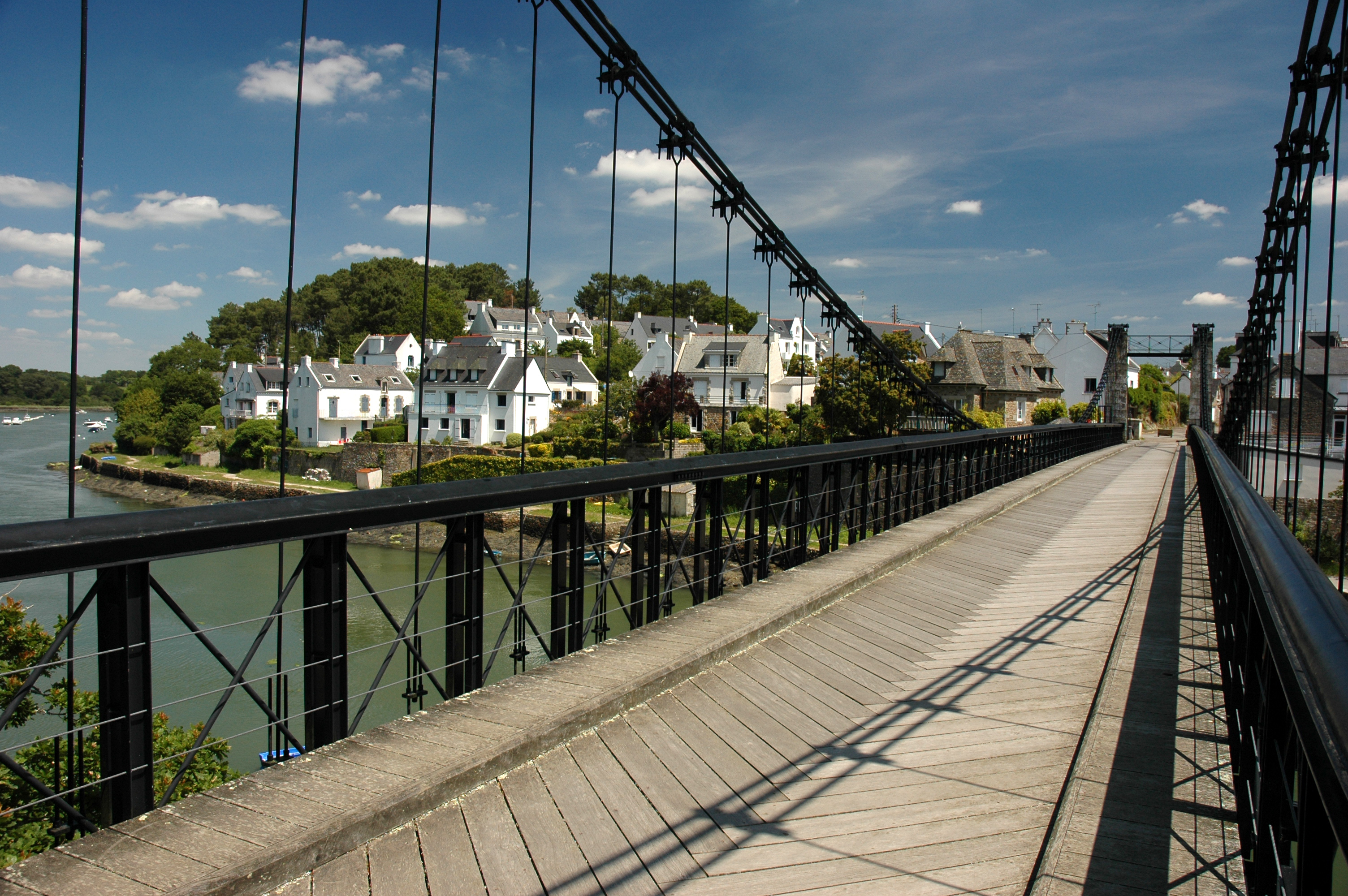
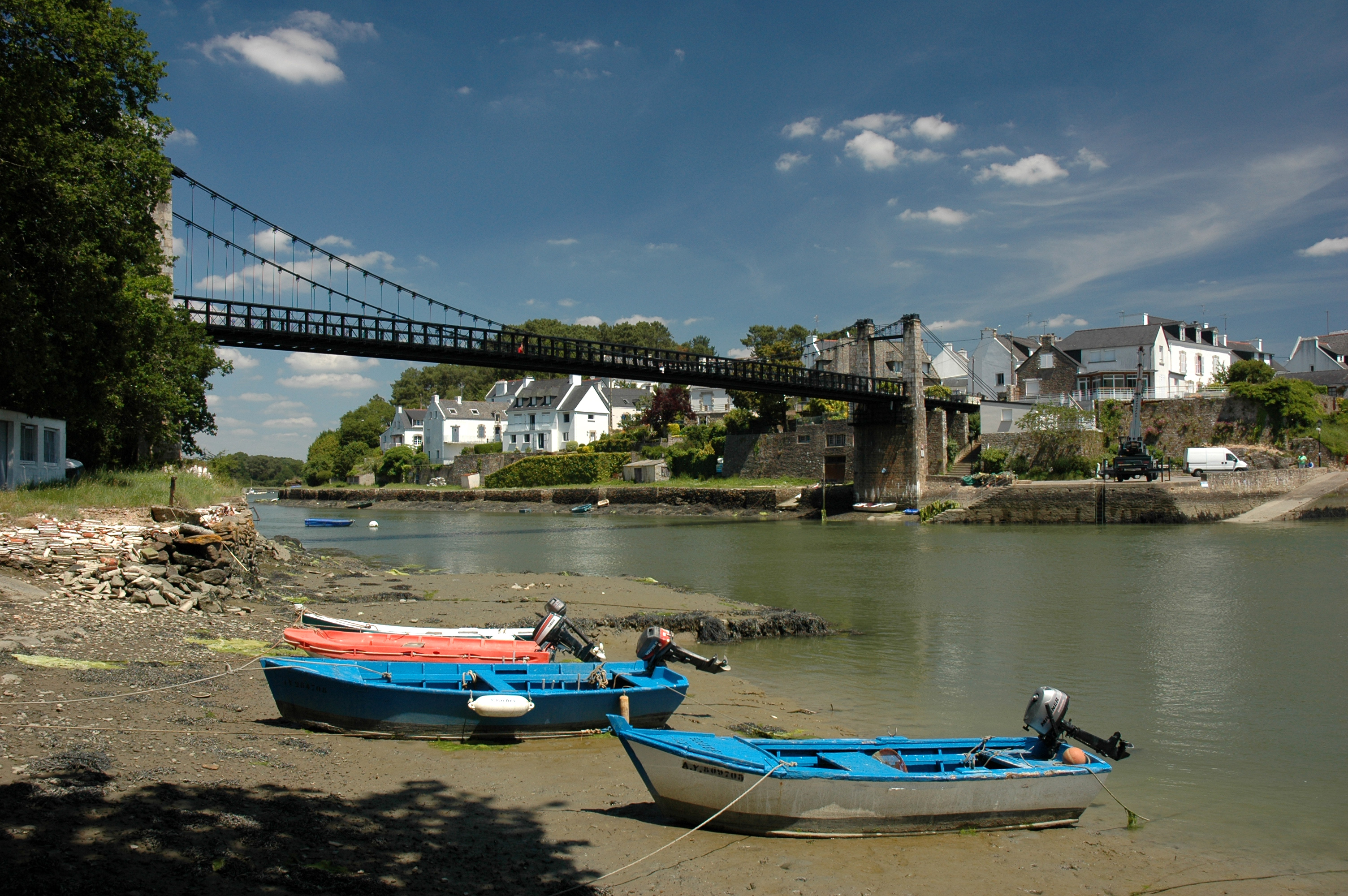
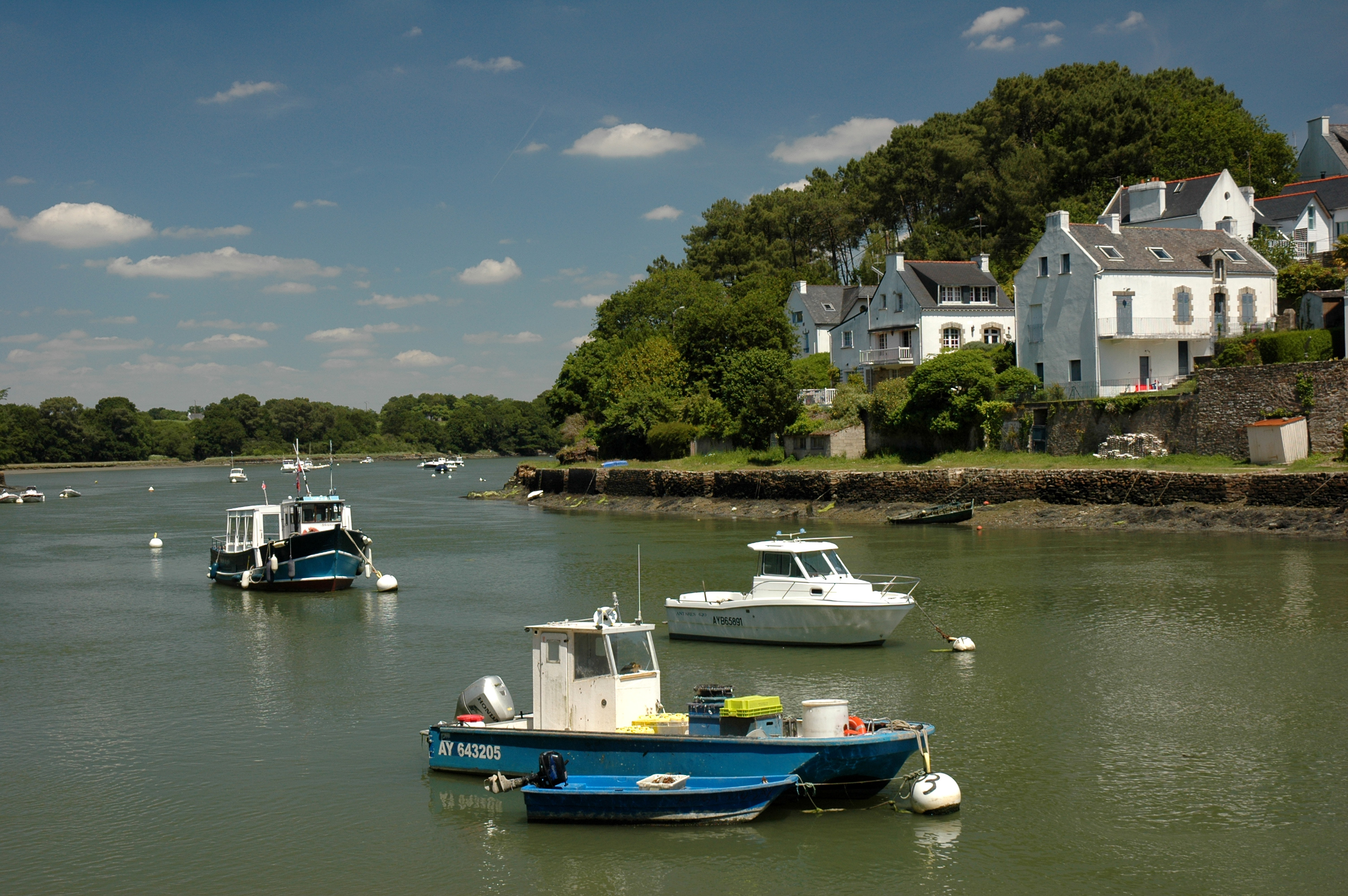
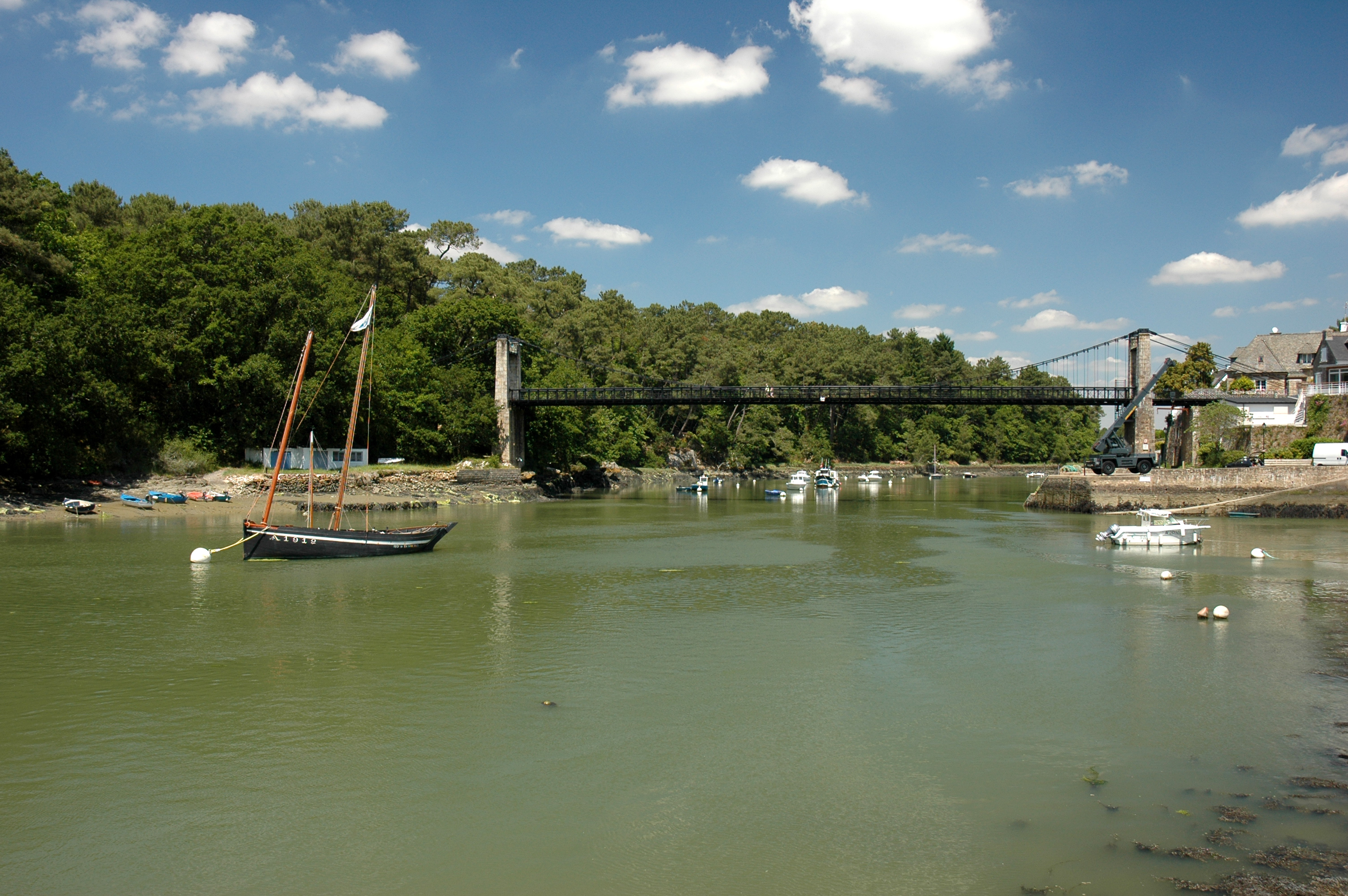
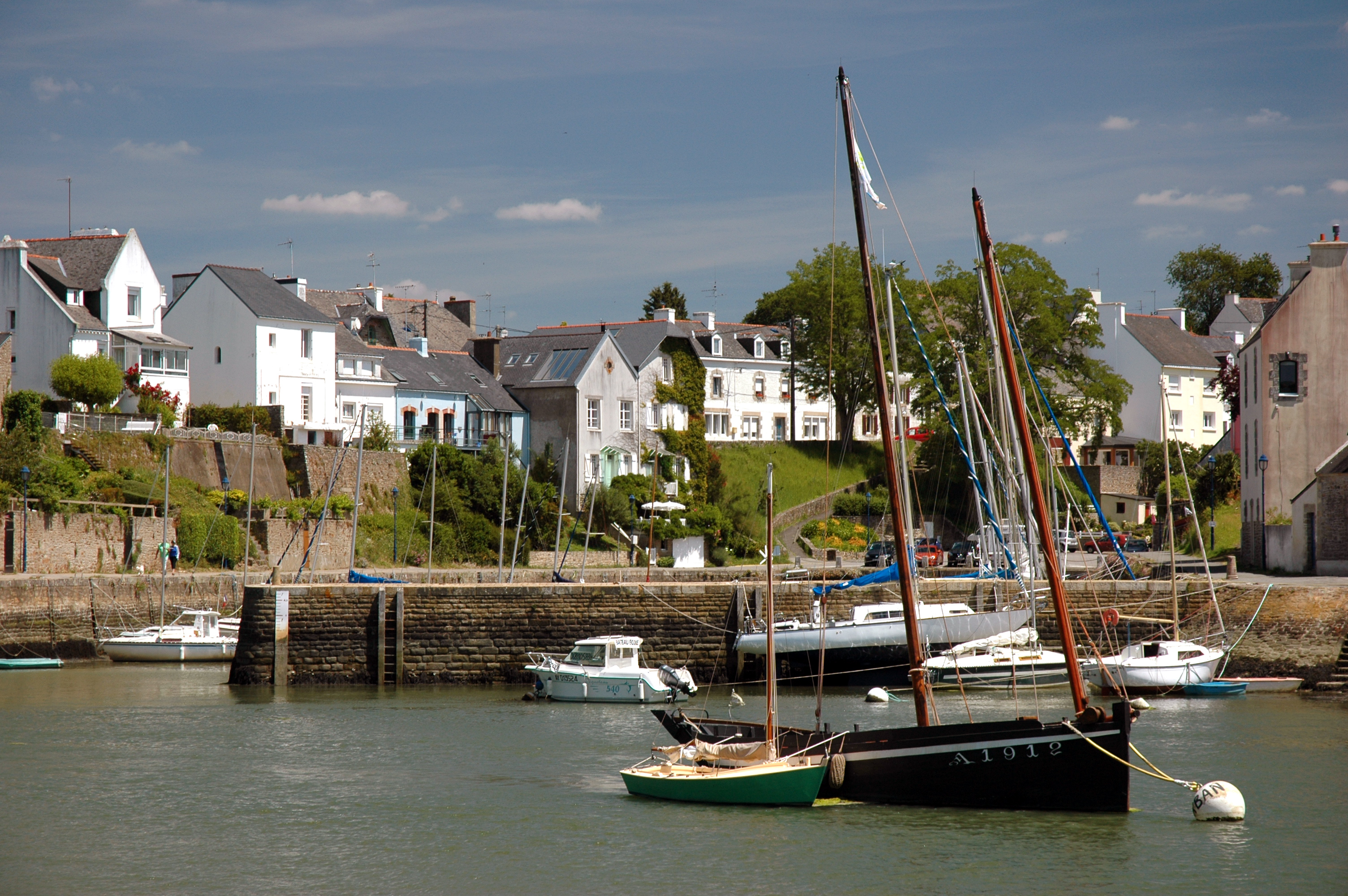

Le Bono (bret. Ar Bonoù) to miejscowość i gmina we Francji, w regionie Bretania, w departamencie Morbihan.
Według danych na rok 1990 gminę zamieszkiwało 1747 osób, a gęstość zaludnienia wynosiła 293 osoby/km² (wśród 1269 gmin Bretanii Le Bono plasuje się na 360. miejscu pod względem liczby ludności, natomiast pod względem powierzchni na miejscu 991.).